# Dicranota asignata
Dicranota asignata är en tvåvingeart som beskrevs av Alexander 1964. Dicranota asignata ingår i släktet Dicranota och familjen hårögonharkrankar. Inga underarter finns listade i Catalogue of Life.